# Liebistorf
Liebistorf (Libechtoua  en patois fribourgeois) est une localité et une ancienne commune suisse du canton de Fribourg, située dans le district du Lac.

## Histoire
Liebistorf est une localité située dans une région vallonnée qui s'étend entre Morat et Laupen, en partie sur une ancienne route sud-ouest - nord-est et en partie sur la Bibera. L'ancienne commune fut dès le XVe siècle une seigneurie, probablement constituée par la famille Velga, qui passa vers 1547 au plus tôt aux d'Erlach et en 1599 aux Diesbach, qui se firent appeler Diesbach-Liebistorf. Depuis toujours, Liebistorf relève de la paroisse de Cormondes.
Le moulin offert en 1271 à l'ordre de Saint-Jean de Jérusalem à Fribourg par le chevalier Berthold von Schüpfen est probablement le moulin inférieur (Untere Mühle), qui fut ensuite propriété des Velga (détruit en 1961). Le moulin supérieur (Obere Mühle), mentionné dès 1496, forme aujourd'hui encore un hameau comprenant d'imposants bâtiments du XIXe siècle. Une scierie fut exploitée de 1828 à 1957. Les structures de l'habitat traditionnel ont commencé à disparaître à Liebistorf dans les années 1970 au profit de nouveaux quartiers de villas familiales.
Depuis 2003, Liebistorf fait partie de la commune de Cormondes avec qui elle a fusionné.

## Patrimoine bâti
Le village compte une chapelle dédiée à Saint-Urbain et datant du XVIIe siècle. Elle fut reconstruite en 1840.

## Toponymie
1249 : Lubistorf

## Démographie
Liebistorf comptait 356 habitants en 1811, 310 en 1850, 374 en 1900, 400 en 1950, 384 en 1980, 636 en 2000.